# Neef

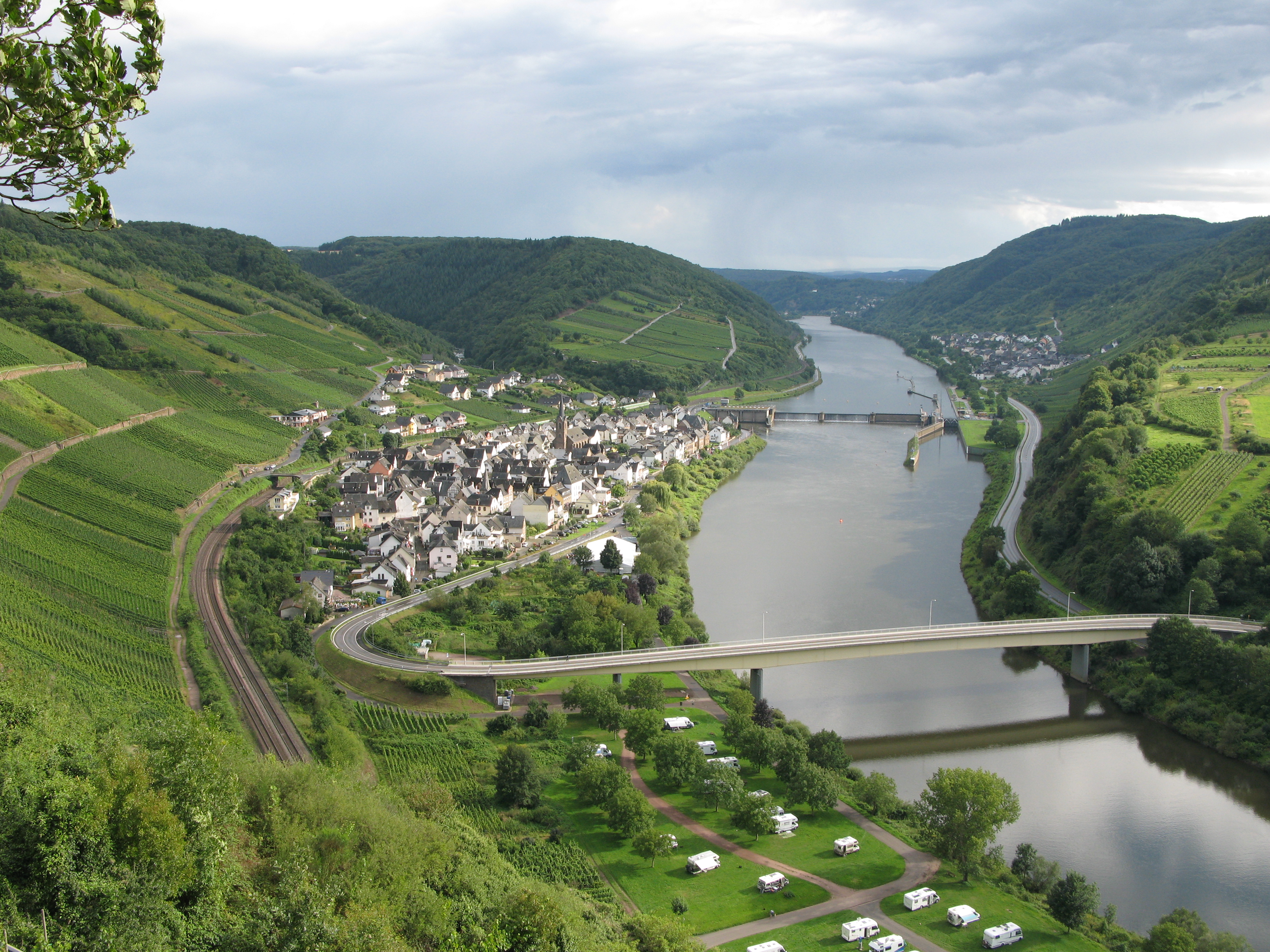
Blick auf Neef. Rechts hinten Sankt Aldegund mit der Staustufe St. Aldegund und der Schleuse

Neef ist eine Ortsgemeinde im Landkreis Cochem-Zell in Rheinland-Pfalz. Sie gehört der Verbandsgemeinde Zell (Mosel) an.

## Geographie
Der Weinort liegt direkt am rechten Moselufer zwischen Cochem im Norden und Zell im Süden.

## Geschichte
Besiedlungsspuren des Hochkessels reichen bis in die mittlere Steinzeit, etwa 4000 vor Chr. Bereits um 698 wird Neef in einer nicht mehr erhaltenen Schenkungsurkunde der hl. Irmina an das Kloster Echternach als vien-nense aufgeführt. Die erste sichere urkundliche Erwähnung erfährt der Ort als navis im Jahr 875, als König Ludwig der Deutsche befiehlt, dem Kloster St. Arnulf bei Metz verlorene Güter zurückzugeben (Regesta Imperii I, Nr. 1515, auch in Goerz, MRhReg I, Nr. 698). Eine Ortschronik berichtet, König Karl der Kahle habe im Jahr 886 nochmals die Rückgabe angeordnet. 1248 wird die Burg in Neef erstmals erwähnt. Heinrich von Heinsberg tauscht Burg und Besitz in Neef, Kastellaun und Kirchberg mit seinem Bruder Simon von Sponheim. Damit gehört Neef zur Vorderen Grafschaft Sponheim. 1299 gründet Eberhard von Sponheim-Kreuznach eine neue Seitenlinie benannt nach Neef. 1330 verleiht Kaiser Ludwig der Bayer Gericht und Güter in Neef an Gerhard von Sponheim (BHStAM, Sponheimer Urk. Nr. 775). Mitte des 15. Jahrhunderts gelangt Burg Neef als Trierisches Lehen an die Herren von Metzenhausen. Der Trierer Erzbischof Johann III. von Metzenhausen wird in der Burg geboren. 1552 wird die Burg in Neef von den Truppen des Albrecht von Brandenburg angegriffen und stark zerstört. Die Herrschaft am Ort teilten sich lange das Kloster Echternach, das Kloster St. Arnulf,  Kloster Stuben, Kurtrier und adelige Grundherren.
Ab 1794 stand Neef unter französischer Herrschaft, das Kloster Stuben ist seit dem Einmarsch der französischen Revolutionstruppen eine Ruine. 1815 wurde der Ort auf dem Wiener Kongress dem Königreich Preußen zugeordnet. Seit 1946 ist er Teil des damals neu gebildeten Landes Rheinland-Pfalz.
Statistik zur Einwohnerentwicklung
Die Entwicklung der Einwohnerzahl von Neef, die Werte von 1871 bis 1987 beruhen auf Volkszählungen:
| Jahr | Einwohner |
| ---- | --------- |
| 1815 | 275       |
| 1835 | 445       |
| 1871 | 573       |
| 1905 | 685       |
| 1939 | 713       |
| 1950 | 737       |
| 1961 | 680       |

| Jahr | Einwohner |
| ---- | --------- |
| 1970 | 643       |
| 1987 | 550       |
| 1997 | 529       |
| 2005 | 510       |
| 2011 | 464       |
| 2017 | 463       |
| 2023 | 405       |

## Politik

### Gemeinderat
Der Gemeinderat in Neef besteht aus acht Ratsmitgliedern, die bei der Kommunalwahl am 9. Juni 2024 in einer Mehrheitswahl gewählt wurden, und dem ehrenamtlichen Ortsbürgermeister als Vorsitzendem.

### Bürgermeister
Harald Franzen wurde am 17. Juli 2014 Ortsbürgermeister von Neef. Bei der Direktwahl am 26. Mai 2019 wurde er mit einem Stimmenanteil von 70,49 % und am 9. Juni 2024 als einziger Bewerber mit 66,0 % für jeweils weitere fünf Jahre in seinem Amt bestätigt.
Franzens Vorgänger als Ortsbürgermeister war bis 2014 Winfried Scheid.

## Wirtschaft und Infrastruktur

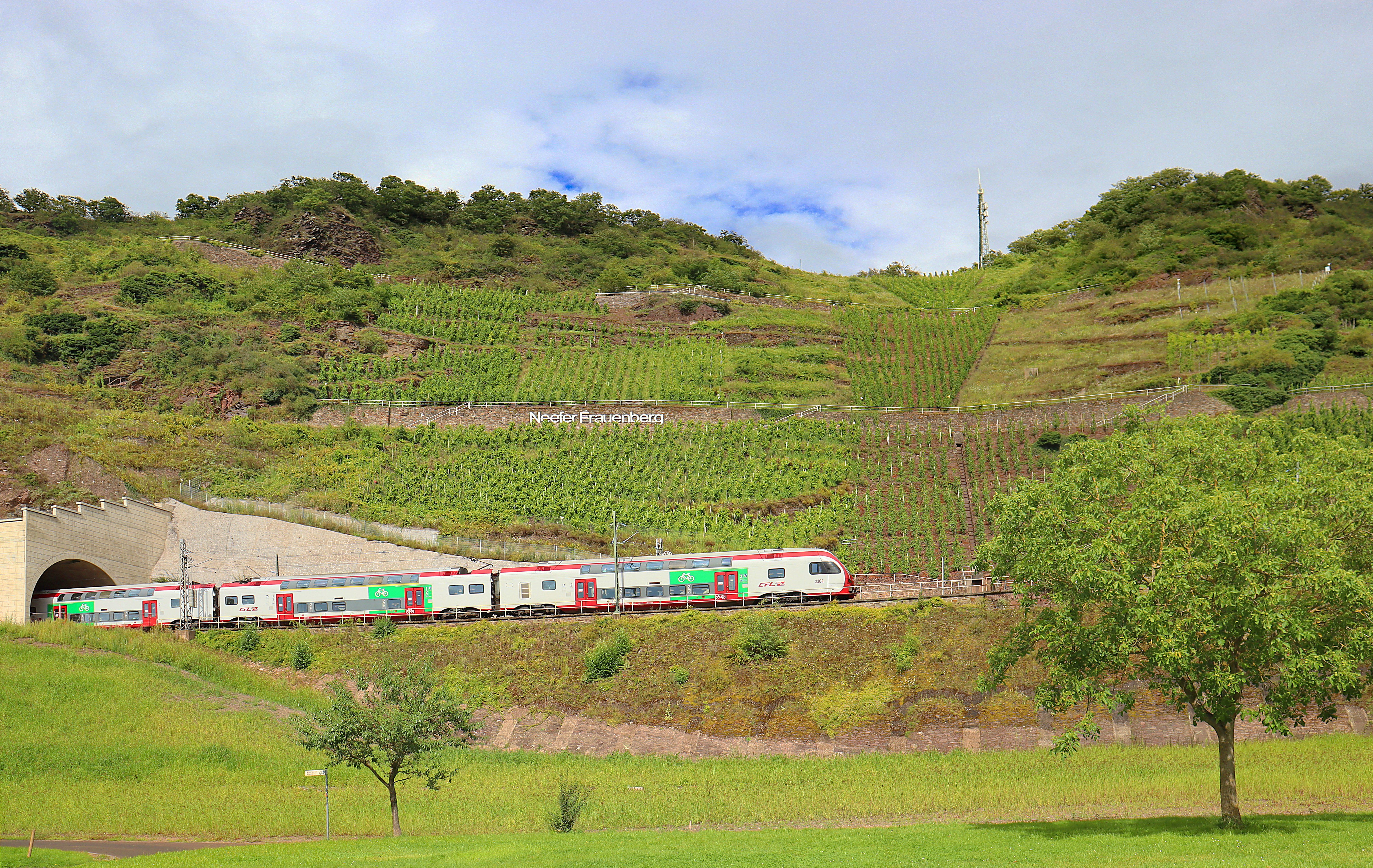
Der Frauenberg mit dem Tunnelportal des Petersberg-Tunnels

### Weinbau
Die beiden Bereiche Weinbau und Tourismus stellen die Stützpfeiler der Neefer Wirtschaftsbetriebe dar. Eine Variante des durch den Ort führenden Moselradweges und des im April 2014 eröffneten Moselsteigs bringen jährlich tausende Touristen in den Ort, oft Übernachtungsgäste, die durch Tagesgäste ergänzt werden. Bereits im Wohngebiet des Ortes beginnt der Weinbau, dessen Reben bis in Höhen von 280 Meter gedeihen. Eine Besonderheit sind die Weinberge im Bereich der Moselschleife bei Neef: Lagen wie der Frauenberg oder der Calmont gehören zu den steilsten Weinbergen Europas.

### Verkehr
Durch den Ort verläuft eine Kreisstraße, die mit einer Brücke am Ortsrand an die Bundesstraße 49 angeschlossen ist. Außerdem halten in Neef stündlich Regionalzüge der Linie RB 81 auf der Moselstrecke Koblenz–Trier, die zuvor den Petersberg-Tunnel durchquert haben.
Die Mosel wird neben den zahlreichen Frachtschiffen auch von Ausflugsschiffen befahren. Am Ortsrand befindet sich die Schleuse St. Aldegund. Die nächste größere Gemeinde ist der 4 km südlich auf derselben Moselseite befindliche Ort Bullay, strukturell bedeutender sind Zell (Mosel) (10 km) sowie Cochem (23 km), der Sitz des Landkreises Cochem-Zell.

## Persönlichkeiten
- Johann III. von Metzenhausen (1492–1540), Erzbischof von Trier 1531–1540
- Peter Ernst von Metzenhausen (um 1600 – um 1650), Beamter, Amtmann